# Wodorotlenek strontu
Wodorotlenek strontu – nieorganiczny związek chemiczny strontu z grupy wodorotlenków. Z wodą tworzy ośmiohydrat, który daje się odwodnić do Sr(OH)
2·H
2O. Bezwodny wodorotlenek rozpuszcza się w wodzie z wydzieleniem ciepła, a uwodniony z pobraniem. Rozpuszczalność w wodzie wzrasta wraz z temperaturą (w temp. 0 °C rozpuszczalność wynosi 0,41, a w 100 °C 21,8 g/100 g wody). Jest mocną zasadą.
Monokryształy związku można otrzymać poprzez wolne schładzanie jego roztworu w stężonym gorącym ługu sodowym. W sieci krystalicznej jon Sr2+
 otoczony jest siedmioma jonami OH−
, a średnia odległość Sr–O wynosi 2,60 Å.